# جباس (أريانة)
جَبّاس قرية تونسية تقع بمعتمدية سيدي ثابت من ولاية أريانة.

### مواضيع ذات علاقة
- معتمدية سيدي ثابت.
- ولاية أريانة.